# Ford 3-Ton M1918
Ford 3-ton M1918 tank (anglicky třítunový tank Ford vzor 1918) byl americký tančík první světové války a jeden z prvních projektů tanků realizovaných ve Spojených státech. Jednalo se o malé vozidlo pro dvoučlennou posádku, vyzbrojené jedním kulometem M1919 Browning, které dosahovalo maximální rychlosti 12,8 km/h (8 mph).

## Historie
Vývoj třítunového tanku firmy Ford byl zahájen v polovině roku 1918 s plánem doplnit jím výzbroj Amerických expedičních sil vedle Renaultu M1917. Počáteční výrobní sérii představovalo patnáct vozidel, z nichž jedno bylo odesláno do Francie ke zkouškám. Celkem byla zadána výroba 15 000 exemplářů, ale americké tankové vojsko pociťovalo, že vozidlo nesplňuje jeho požadavky na tank, a s uzavřením příměří na západní frontě byla zakázka na další výrobu zrušena. Zůstalo pouze patnáct exemplářů vyrobených během války.

## Zachované exempláře
Je znám jeden zachovalý exemplář, který se nachází v National Infantry Museum ve Fort Benningu, v Georgii.